# Porte Saint-Martin

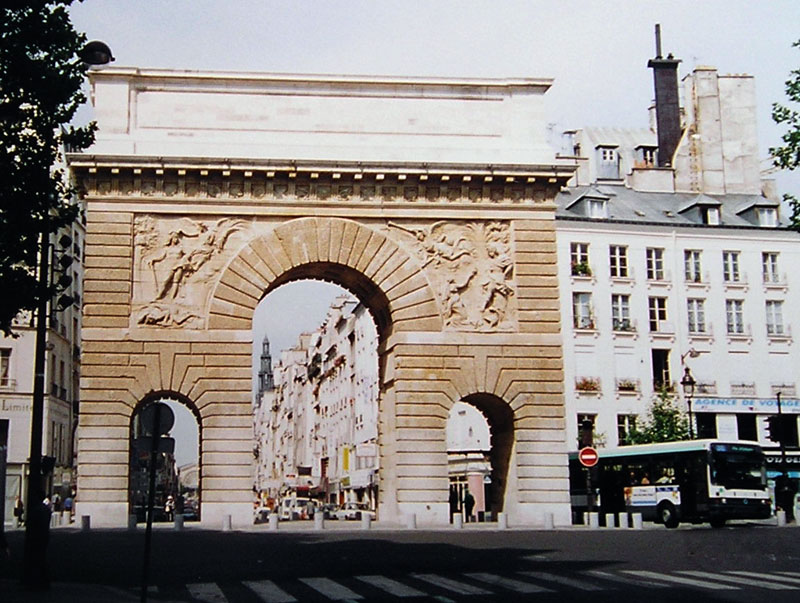
Porte Saint-Martin (2006).

La porte Saint-Martin és un monument de París situat a l'emplaçament d'una porta de París de l'antic recinte de Carles V ja destruït. La porta Saint-Martin va ser transformada el 1674 per ordre de  Lluís XIV, en honor de les seves victòries sobre el Rin i a Franc Comtat per l'arquitecte Pierre Bullet (Pierre Bullet era alumne de François Blondel, arquitecte de la porte Saint-Denis que es troba a la vora).
Es troba a la cruïlla de l'eix Saint-Martin i dels Grands Boulevards (passeig Saint-Denis i passeig Saint-Martin).
La porte Saint-Martin va ser classificada com a  monument històric per Prosper Mérimée el 1862. Se l'anomena així en honor de Sant Martí de Tours.
S'hi han realitzat treballs de  restauració el 1988.

## Descripció
Es tracta d'un arc de triomf de 18 m d'alçada construït en pedra calcària, la part superior és de marbre. S'hi observen quatre al·legories en baixos relleus:
- Al nord:
  - La Presa de Limburg el 1675, de Pierre I Legros: una dona asseguda prop d'un lleó posat ajagut.
  - La Desfeta dels alemanys, per Gaspard Marsy:  Lluís XIV com a  Mart, portant l'escut de França i rebutjant l'àguila germànica per protegir una dona i un vell.
- Al sud :
  - El Trencament de la  Triple Aliança, d'Étienne le Hongre: Lluís XIV com un Hèracles mig nu, portant la seva perruca i la seva porra mentre trepitja als peus d'Aqueloos o Geríon.
  - La presa de Besançon, per Martin van den Bogaert: Lluís XIV superat per l'al·legoria d'una divinitat grega, dret davant una palmera i una olivera i rebent les claus d'una dona agenollada.